# 原位置浄化
原位置浄化（げんいちじょうか）とは、汚染された土壌や地下水を、その場（原位置）で浄化することである。手法としてバイオスティミュレーションやバイオオーグメンテーション、揚水曝気、エアスパージング、土壌ガス吸引、フェントン法等があり開発が進められている。なお原位置で行う不溶化は原位置浄化にあたらない。
「現位置」、「元位置」、「源位置」等の記述が見られるが、in situ の直訳から作られた言葉であり、「原位置」が正しい。
米国においてはEPAが作成しているCLU－IN（外部リンク）内で浄化技術が公開されている。

## 掘削搬出との比較
土壌汚染の対策は、一般に汚染土壌の掘削、搬出による処理が用いられる。掘削搬出は、土地取引等の際にスピードが求められるため、対策として極めて有効であるが、費用や作業環境の面で制約がある。狭小地での掘削搬出は、重機の乗り入れが不可能なため、施工が困難である。また、稼働中の工場等の敷地で土壌汚染浄化を行う場合、建物があるため掘削搬出は出来ない。
一方で、原位置浄化の場合、浄化完了まで時間がかかる（掘削除去と比較して1.5倍以上程度。一般に時間をかけるほど原位置浄化のメリットが出やすい）、浄化が完了するか確証が持てない等のデメリットがあるものの、掘削搬出に比べ費用が安く、地上に建物が存在する場合でも施工可能な場合があるというメリットも存在する。一般に汚染範囲が広く、濃度が比較的低濃度であるものに関して原位置浄化が適しているとされる。
土壌及び地下水の原位置浄化に関しては、汚染地域の土質、地下水流向、汚染物質の複合具合、気温等により、浄化効率が大きく左右されるため、施工に入る前に浄化効率の確認が必要である。